# Roal Caesar
Roal Caesar (Saint Croix, 20 agosto 1982) è un ex cestista americo-verginiano.

## Carriera
Con le Isole Vergini Americane ha disputato i Campionati americani del 2003.